# Forte de São Bento (Porto Martins)

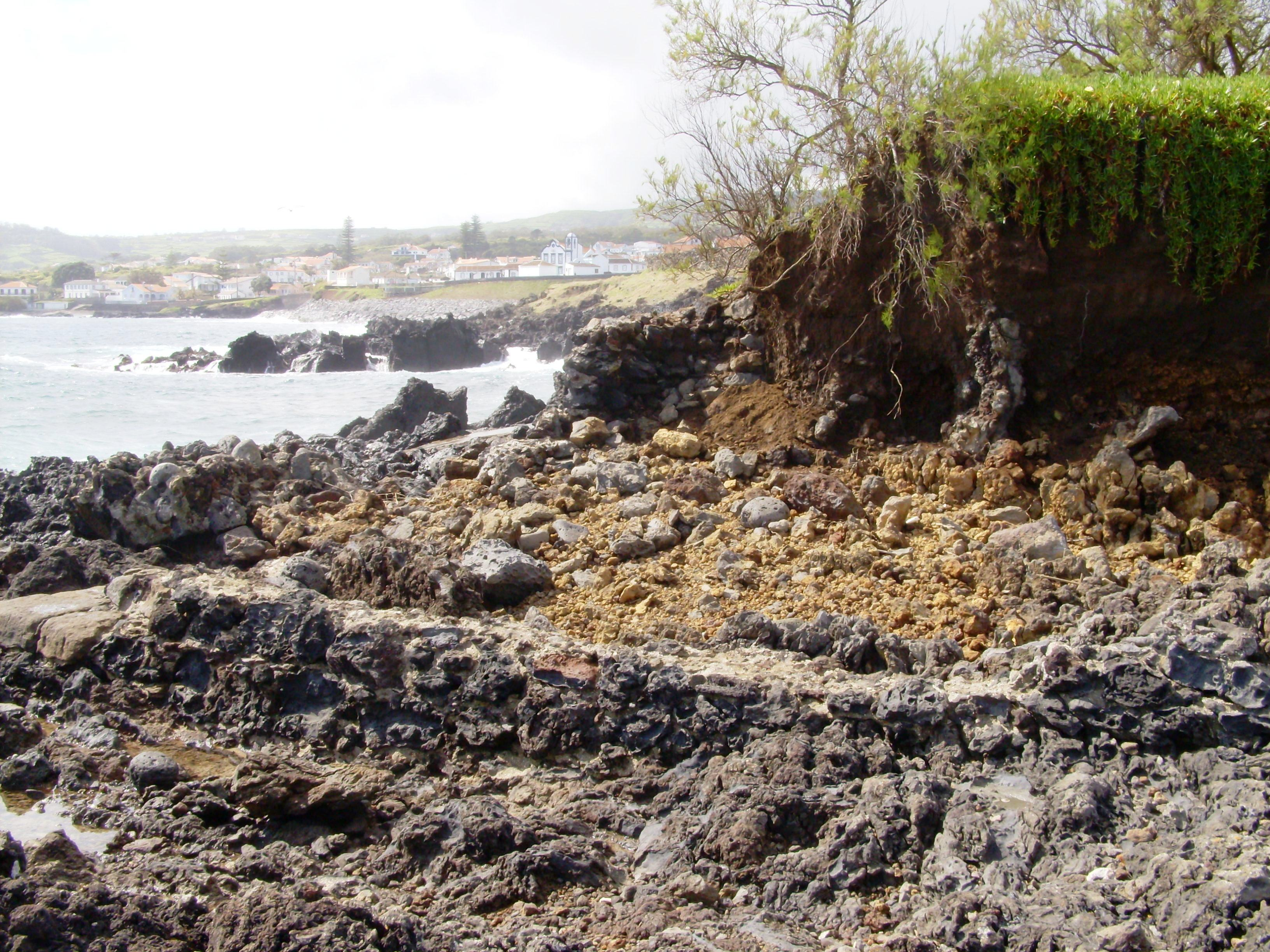
Forte de São Bento: vestígios.

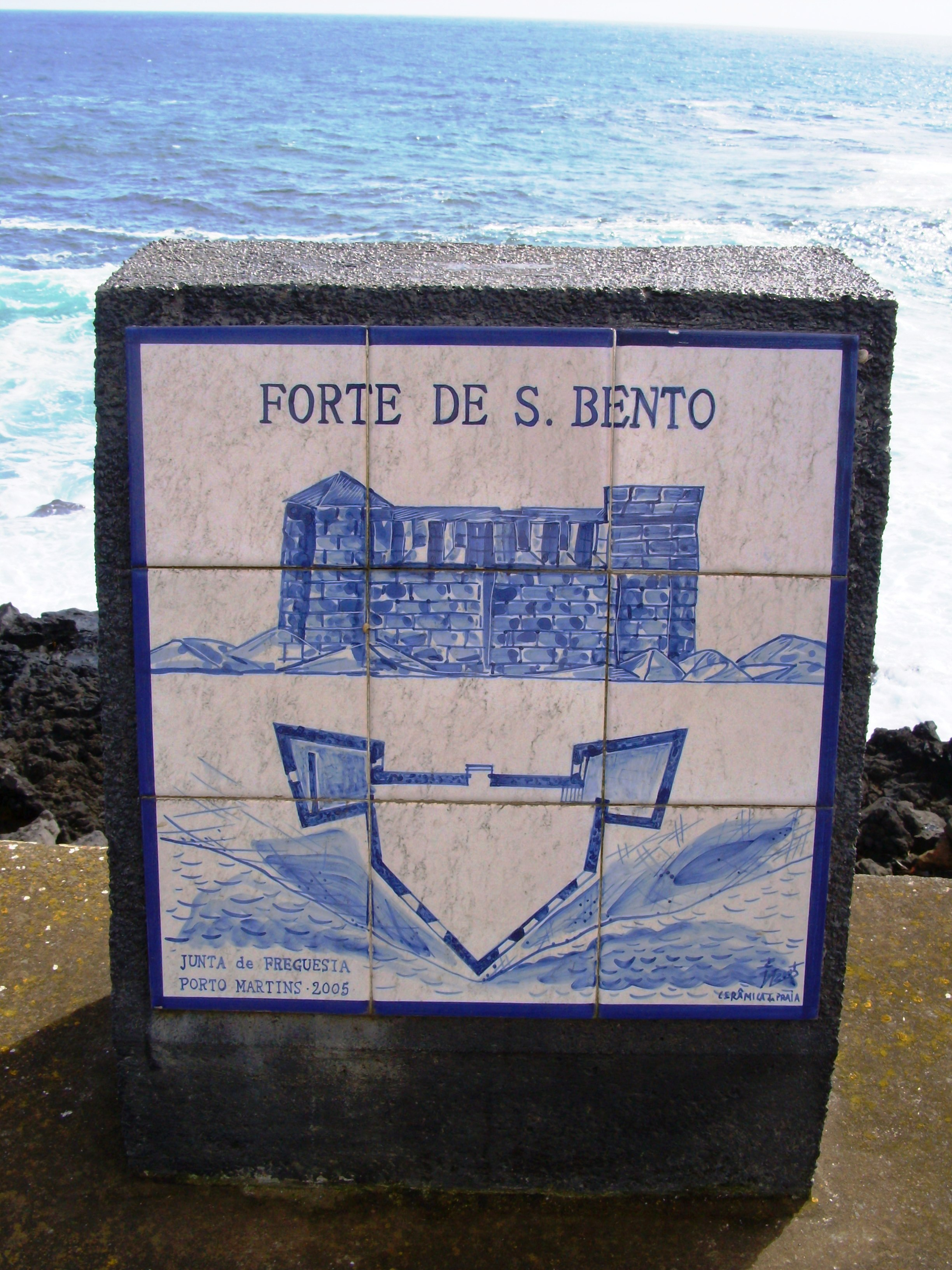
Forte de São Bento: painel testemunho.

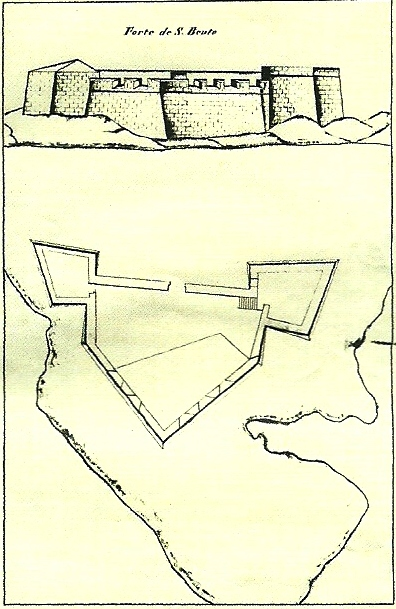
Forte de São Bento (autor desconhecido, s/d, Arquivo Histórico Militar).

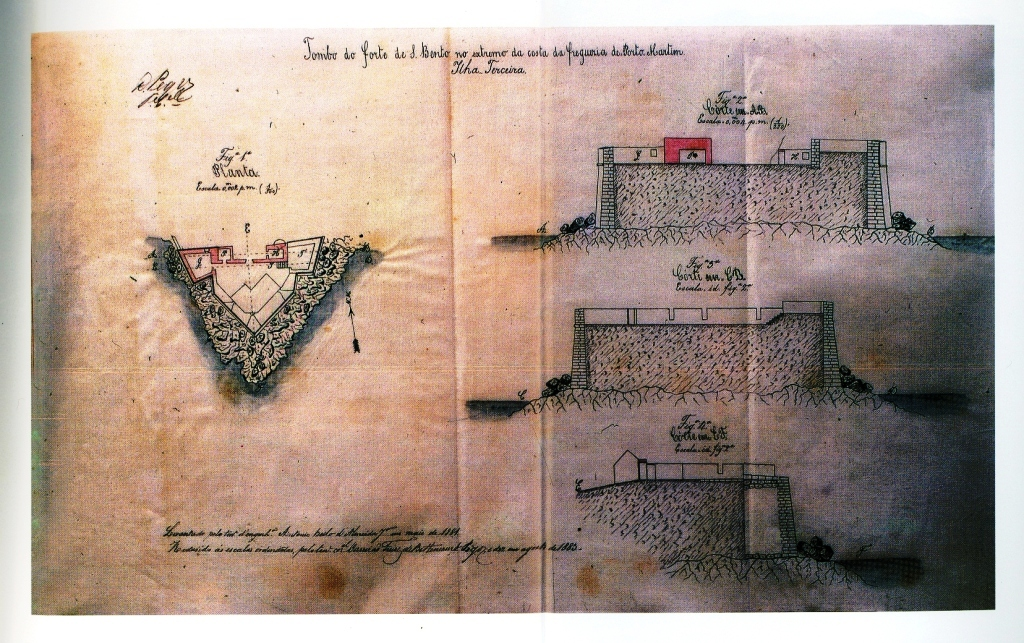
Planta do Forte de São Bento (Almeida Jr.; Damião Pego, 1881; 1883).

O Forte de São Bento localiza-se na freguesia do Porto Martins, concelho da Praia da Vitória, na ilha Terceira, nos Açores.
Em posição dominante sobre este trecho do litoral, constituiu-se em uma fortificação destinada à defesa deste ancoradouro contra os ataques de piratas e corsários, outrora frequentes nesta região do oceano Atlântico.
Inicialmente compreendido na freguesia do Cabo da Praia, encontra-se hoje na de Porto Martins por divisão administrativa da primeira. Cooperava com o Forte de São Filipe e o Forte de São Jorge, o primeiro arruinado e este último desaparecido ao final do século XIX.

## História
Foi uma das fortificações erguidas na Terceira no contexto da crise de sucessão de 1580 pelo então corregedor dos Açores, Ciprião de Figueiredo e Vasconcelos, conforme o plano de defesa da ilha elaborado por Tommaso Benedetto em 1567, após o ataque do corsário francês Pierre Bertrand de Montluc ao Funchal (outubro de 1566), intentado e repelido em Angra no mesmo ano (1566):
"Não havia naquele tempo [Crise de sucessão de 1580] em toda a costa da ilha Terceira alguma fortaleza, excepto aquela de S. Sebastião, posto que em todas as cortinas do sul se tivessem feito alguns redutos e estâncias, nos lugares mais susceptíveis de desembarque inimigo, conforme a indicação e plano do engenheiro Tomás Benedito, que nesta diligência andou desde o ano de 1567, depois que, no antecedente de 1566, os franceses, comandados pelo terrível pirata Caldeira, barbaramente haviam saqueado a ilha da Madeira, e intentado fazer o mesmo nesta ilha, donde parece que foram repelidos à força das nossas armas." 
A seu respeito, DRUMMOND registou: "Na Ponta Negra edificou-se o forte de Nazaré, e logo adiante o de S. Tiago, que cruza, com o forte de São Bento, a enseada do Porto de Martim."
No contexto da Guerra da Sucessão Espanhola (1702-1714) encontra-se referido como "O Forte de S. Bento." na relação "Fortificações nos Açores existentes em 1710".
Com a instalação da Capitania Geral dos Açores, o seu estado foi assim reportado em 1767:
"20º - Forte de São Bento. Precisam as suas muralhas encascadas e rebuçadas. Tem seis canhoneiras e cinco peças de ferro, quatro boas e huma incapaz, e os seus reparos bons; carece de duas peças com os seus reparos, e para se guarnecer seis artilheiros e vinte e quatro auxiliares."
Encontra-se referido como "17. Forte de S. Bento" no relatório "Revista aos fortes que defendem a costa da ilha Terceira", do Ajudante de Ordens Manoel Correa Branco (1776), que lhe aponta os reparos necessários:
"Este Forte careçe ser guarnecido, e rebocado, o seu portáo consertado, e hua porta nova na sua caza; e metade do teto em madeirado, e o telhado feito de novo, este Forte, tambem hé dos importantes, pois defendem, mais outro que se segue hua bahia."
A "Relação" do marechal de campo Barão de Bastos em 1862 informa que "Tem algumas ruinas a cuja reparação se está procedendo."
O tombo de 1881 encontrou-o abandonado e em relativo estado de conservação.
Atualmente pouco resta das suas ruínas, assinaladas em 2005 a partir da estrada por um painel de azulejos, por iniciativa da Junta de Freguesia.

## Características
De tipo abaluartado, apresentava planta com formato poligonal triangular, em alvenaria de pedra. O conjunto ocupava uma área total de 480 metros quadrados.
Em seus muros, pelo lado de mar, rasgaram-se, ao longo dos séculos, seis, cinco e três canhoneiras. Pelo lado de terra apresentava dois pequenos baluartes nos vértices. Em seu terrapleno erguiam-se a casa da guarda e o paiol, abobadado.
Adossado ao muro, com acesso pelo exterior, erguia-se a cozinha, dotada de forno.
No baluarte este, acedido por uma escada, erguia-se o mastro da bandeira.